# Bassin (Borissov-Moussatov)
Pour les articles homonymes, voir Bassin.
Bassin ou La pièce d'eau (en russe : Водоём) est un des tableaux les plus connus du peintre russe Victor Borissov-Moussatov.

## Histoire

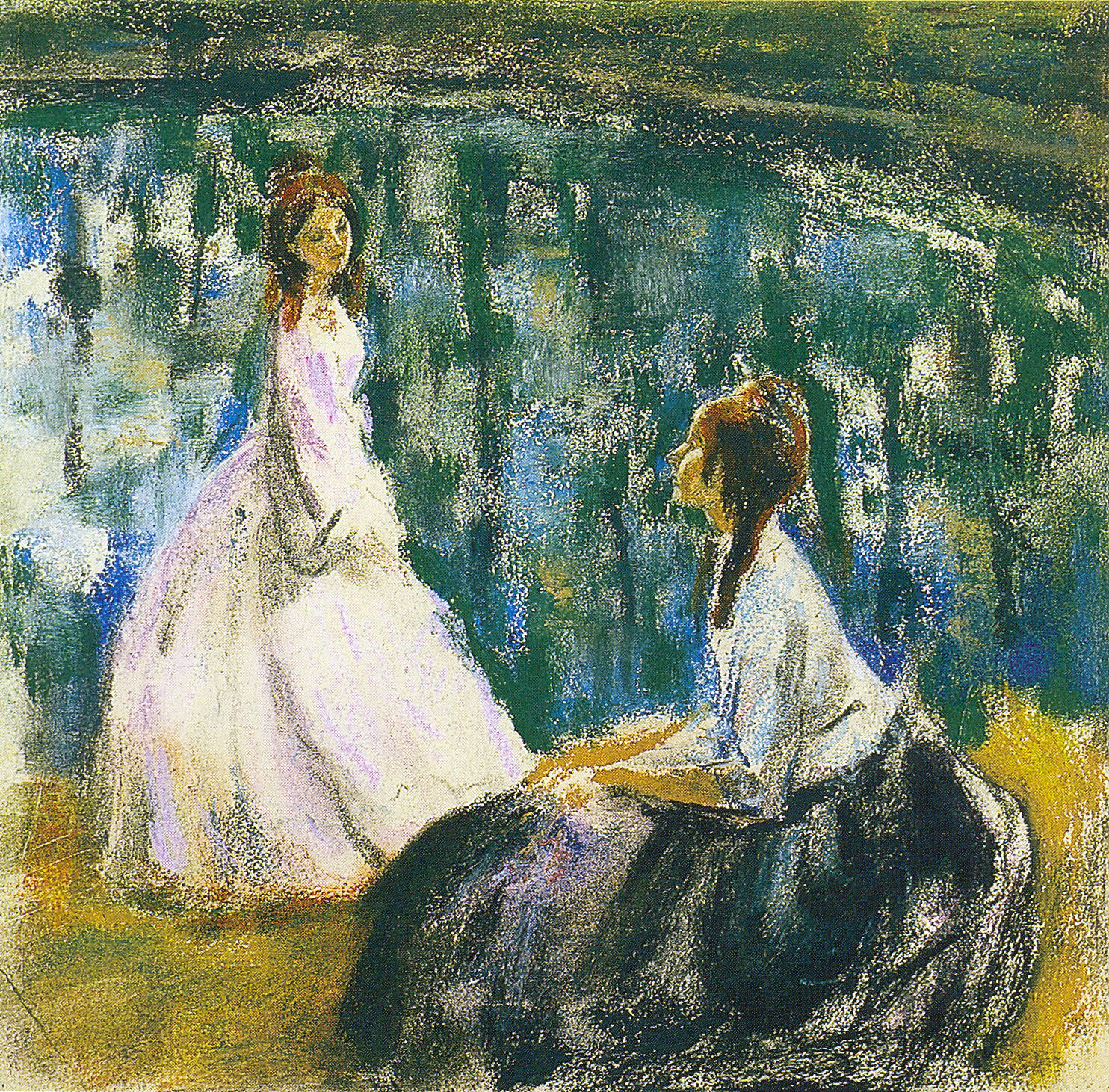
Esquisse du tableau au pastel

Le tableau Bassin a été réalisé l'été 1902 dans la propriété Zoubrilovka de la Famille Galitzine, à un des plus beaux moments de la vie de l'artiste Victor Borissov-Moussatov : il a attiré l'attention de la critique, ses toiles ont du succès, la jeune fille dont il était amoureux depuis longtemps lui a donné son accord pour l'épouser,,. C'est précisément cette fiancée, Elena Vladimirovna Alexandrova (la jeune fille assise sur le bord en robe bleue), qui est représentée sur le tableau à côté de la sœur de l'artiste Elena Borissov-Moussatov (la jeune fille debout en robe rose). Mais Borissov-Moussatov n'a pas essayé de faire véritablement leur portrait, simplement de renvoyer leurs deux images au spectateur.
Dans le parc Zoubrilovka il se trouve dans un cadre idéal que l'on retrouve dans toutes les peintures de cette période. Bassin est une illustration de sa peinture d'humeur mélancolique : des créatures en crinoline, retirées dans un monde clos baigné d'ombres, se mirent dans un lac mystérieux.  

## Techniques picturales
Les dominantes bleu pâle et les gris-vert qu'affectionnait Borissov-Moussatov sont des couleurs symbolistes par excellence (celles de L'Oiseau bleu de Maeterlinck et celles du groupe La rose bleue qui lui succédera après sa mort en 1905). Ce tableau a frappé ses contemporains par sa nouveauté dans le choix des couleurs et sa poésie. Une grande attention est accordée à la nature, au calme et à la sérénité qu'elle apporte. Dans l'eau se reflètent le ciel et les arbres qui entourent le bassin. Les deux personnages sont décalés vers la droite. Bien qu'ils ne bougent pas, qu'il n'y ait pas d'action de leur part ils ne reflètent pas la même sérénité que la nature.
L'historien britannique John Ellis Bowlt rappelle que Borisov-Moussatov travaillait essentiellement sur la couleur, la forme et la texture. Il suivait également la tradition lyrique ou luministe: brillance et lumière réfractée.
Le critique d'art Vladimir Stanioukovitch disait à propos du premier examen du tableau : 

« Nous sommes venus de la ville agitée chez Victor. Nous étions éblouis par la beauté, nous ne comprenions pas ... Étonnés, nous sommes restés longtemps assis devant le tableau, en silence. Victor était dans une pièce voisine. «Comme c'est bien… Mon Dieu, comme c'est bien!»  murmura quelqu'un à voix basse. Et un puissant souffle de bonheur a rempli nos cœurs, comme si nous n'étions plus à l'étroit dans ce petit atelier, comme si la pluie ne battait plus les fenêtres, comme si les longues journées ennuyeuses de province n'existaient plus. Nous nous sommes vite tournés les uns vers les autres pour nous parler, joyeusement, gaiement. Et Victor souriait, joyeux lui aussi mais un peu confus »